# Pedro Enrique Alfonso

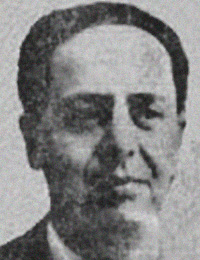
Pedro Enrique Alfonso

Pedro Enrique Alfonso Barrios (* 25. März 1903 in Ovalle; † 10. September 1977 in Santiago de Chile) war ein chilenischer Politiker der Radikalen Partei PR (Partido Radical) und zuletzt der Radikalen Demokratie DR (Democracia Radical), der von 1933 bis 1938 Mitglied der Abgeordnetenkammer (Cámara de Diputados) war, der zweiten Kammer des Nationalkongresses (Congreso Nacional), und zwischen 1938 und 1939 Innenminister (Ministro del Interior) sowie daraufhin von 1939 bis 1940 Finanzminister (Ministro de Hacienda) war. Er war zwischen 1945 und 1946 Minister für Wirtschaft und Handel (Ministro de Economía y Comercio) sowie von 1950 bis 1951 erneut Innenminister. Er kandidierte bei der Präsidentschaftswahl 1952 ohne Erfolg für das Amt des Staatspräsidenten und war zuletzt 1963 noch Landwirtschaftsminister (Ministro de Agricultura).

## Leben
Pedro Enrique Alfonso Barrios, Sohn von Pedro Lincoln Alfonso Muñoz und María Luisa Barrios Barrios, begann nach dem Besuch des Gymnasiums (Liceo) in Ovalle und des Internats INBA (Internado Nacional Barros Arana) ein Studium an der Fakultät der Rechtswissenschaften der Universidad de Chile, welches er mit der Abschlussarbeit „Juzgados de letras de menor cuantía. Organización, competencia, procedimiento“ (‚Gerichte für geringfügige Forderungen. Organisation, Kompetenz, Ablauf‘) beendete. Bereits im Alter von 15 Jahren veröffentlichte er politische Kommentare in der Zeitung „La Construction“ von Ovalle. Er war Präsident des Zentrums der Universitätsstudenten von Coquimbo und des Zentrums der Studenten der Rechtswissenschaften seiner Universität in Santiago de Chile. Nach seiner anwaltlichen Zulassung am 4. Dezember 1925 nahm er eine Tätigkeit als Rechtsanwalt in Temuco auf, wo er von 1927 bis 1929 Staatsanwalt und Lehrer für Staatsbürgerkunde am dortigen Knabengymnasium (Liceo de Hombres). Später war er zweiter Beamter des 5. Strafgerichtshofs von Santiago und Mitarbeiter der Staatsanwaltschaft des Berufungsgerichts von Temuco (Corte de Apelaciones de Temuco). Am 8. Januar 1929 wurde er oberster Richter des Departements Ovalle und ging am 11. Juni 1956 als Anwalt in den Ruhestand. Neben anderen Tätigkeiten und Positionen, die er innehatte, war er Präsident der Fluggesellschaft LAN Airlines und der Tageszeitung „La Nación“ sowie Berater der Zentralbank Banco Central de Chile. Ferner war er Präsident des Industrieunternehmens Compañía Industrial Vera S.A. und der Landwirtschafts- und Viehzuchtgesellschaft Sociedad Agrícola y Ganadera de Ovalle sowie Direktor des Süßwarenherstellers Confecciones Brolly S.A., des Wollgarn- und Wollstoffunternehmens Comandari S.A. Hilados y Paños de Lana und des Landwirtschaftsunternehmens Agroservicio. Des Weiteren war er Generalvertreter der Salpeter- und Iod-Verkaufsgesellschaft (Corporación de Ventas del Salitre y Yodo) für Europa und Handelsattaché ad honorem an der Botschaft im Vereinigten Königreich. Ferner war er Besitzer der Farm „Camarico“ in der Gemeinde Punitaqui.
Pedro Enrique Alfonso engagierte sich in der Radikalen Partei PR (Partido Radical), an deren Gründung am 27. Dezember 1863 sein Großvater väterlicherseits und sein Urgroßvater mütterlicherseits beteiligt waren. Er selbst war Vorsitzender der Radikalen Partei in Ovalle und wurde 1933 Mitglied der Abgeordnetenkammer (Cámara de Diputados) war, der zweiten Kammer des Nationalkongresses (Congreso Nacional), und vertrat in dieser bis zum 24. Dezember 1938 den Wahlkreis „La Serena, Coquimbo, Elqui, Ovalle e Illapel“. Er war 1934 erstmals Präsident des Partido Radical.
Bei seinem Ausscheiden aus der Abgeordnetenkammer übernahm er in der Regierung von Staatspräsident Pedro Aguirre Cerda vom 24. Dezember 1938 bis zum 26. Dezember 1939 zunächst den Posten als Innenminister (Ministro de Interior) sowie im Anschluss zwischen dem 26. Dezember 1939 und dem 7. November 1940 als Finanzminister (Ministro de Hacienda). Während der Amtszeit von Staatspräsident Juan Antonio Ríos Morales bekleidete er zwischen dem 14. Mai 1945 und dem 3. Februar 1946 das Amt als Minister für Wirtschaft und Handel (Ministro de Economía y Comercio). Während der Regierung von Staatspräsident Gabriel González Videla wurde er erneut zum Innenminister ernannt, eine Position, die er vom 27. Februar 1950 bis zum 29. März 1951 innehatte. Während der Reise von Präsident González Videla in die Vereinigten Staaten wurde er Vizepräsident der Republik vom 11. April bis 8. Mai 1950.
Bei der Präsidentschaftswahl in Chile 1952 war Alfonso Kandidat der Radikalen Partei, der Christlich-Sozialkonservativen Partei PCSC (Partido Conservador Social Cristiano), der Nationalen Falange FN (Falange Nacional) und der Demokratischen Partei PDo (Partido Democrático de Chile) und erreichte bei den Wahlen mit 190.360 Stimmen (19,95 Prozent) den dritten Platz. Wahlsieger und Staatspräsident wurde Carlos Ibáñez del Campo (446.439 Stimmen, 46,79 Prozent), der als Parteiloser von einem breiten Wahlbündnis unterstützt wurde, während der ehemalige Minister und Senator Arturo Matte Larraín von der Liberalen Partei PL (Partido Liberal) mit 265.357 Stimmen (27,81 Prozent) den zweiten sowie der ehemalige Minister und Senator Salvador Allende Gossens von der Sozialistischen Partei PS (Partido Socialista de Chile) mit 51.975 Stimmen (5,45 Prozent) den vierten Platz belegte.
1959 war Pedro Enrique Alfonso abermals Vorsitzender der Radikalen Partei und übernahm in der Regierung von Staatspräsident Jorge Alessandri Rodríguez Landwirtschaftsminister (Ministro de Agricultura). 1969 wurde er wegen seines Widerstands gegen das Bündnis mit der Linken aus der Radikalen Partei ausgeschlossen. Anschließend gründete er die Radikale Erholungsbewegung MRR (Movimiento Recuperacionista Radical), war später Präsident der Radikaldemokratischen Partei (Partido Democracia Radical) sowie Präsident der Volksfront FP (Frente Popular)  und in dieser Position ein Gegner der Regierung der Volkseinheit UP (Unidad Popular) von Salvador Allende, der bei der Präsidentschaftswahl in Chile 1970 und der anschließenden Stichwahl im Nationalkongress am 24. Oktober 1970 zum Staatspräsidenten gewählt wurde. Er engagierte sich zudem als Ehrenmitglied und Präsident des Rotary-Clubs Ovalle.
Aus seiner in Santiago de Chile am 11. Juli 1931 geschlossenen Ehe mit Esperanza González Julio gingen fünf Kinder hervor.